# Kusa mochi

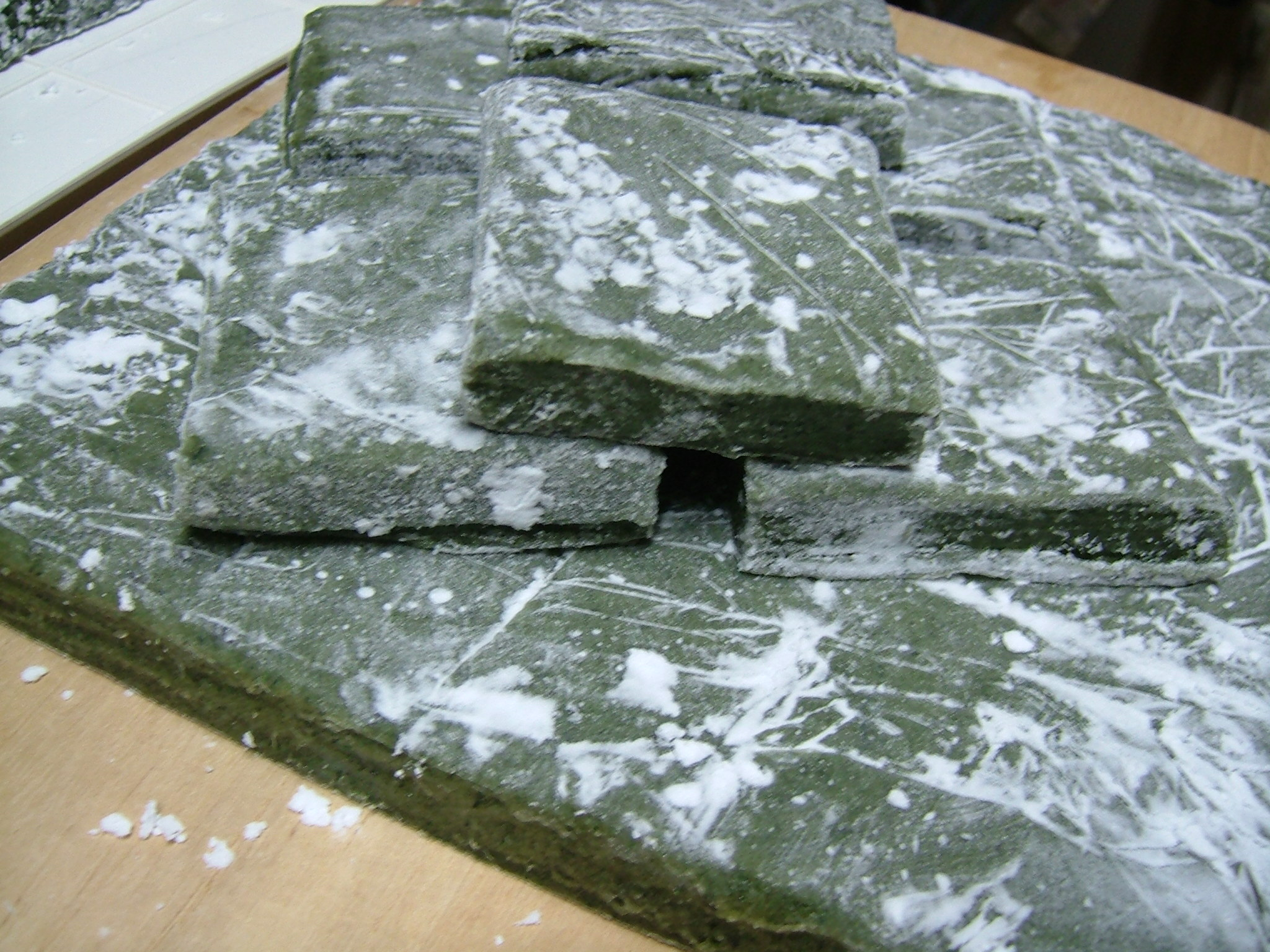
Kusa (yomogi) mochi.

El kusa mochi (草餅,?  literalmente ‘mochi de hierba’), también conocido como yomogi mochi, es un tipo de wagashi (confitura japonesa). Está considerado un plato de la temporada primaveral. Se hace con mochi y hoja de yomogi (Artemisia princeps), o más tradicionalmente de Gnaphalium affine (ハハコグサ). También puede rellenarse con anko (pasta de judía azuki).
El kusa mochi puede también emplearse para elaborar un tipo de daifuku llamado yomogi daifuku.